# Pero haxairei
Pero haxairei is een vlinder uit de familie van de spanners (Geometridae). De wetenschappelijke naam van de soort is voor het eerst geldig gepubliceerd in 2006 door Lévêque.

## Type
- holotype: "male. 17.VII.2000. leg. J. Haxaire & O. Paquit"
- instituut: Muséum national d'Histoire naturelle, Parijs, Frankrijk
- typelocatie: "Mexico, Jalisco, piste de Mazamitla à Quitupan, km 3, 8370 ft, 19°54.522'N, 102°59.767'W"